# Meredith Peak
Der Jake Peak ist ein 457 m hoher Berg im Südosten der Adelaide-Insel westlich der Antarktischen Halbinsel. Er ragt südöstlich des Trident Peak auf.
Das UK Antarctic Place-Names Committee benannte ihn 2011. Namensgeber ist Alan Meredith, Chef-Pilot des British Antarctic Survey von 2004 bis 2011.